# Кристиян Григоров
Кристиян Григоров (роден на 27 октомври 1990 в Плевен) е български футболист, играе като централен защитник и се състезава за Спартак (Плевен)). Висок e 196 см. Юноша на Белите орли.

## Кариера

### „Белите орли" (Плевен)
Започва да тренира в школата на Белите орли и много млад е взет в първия отбор. През сезон 2008/2009 вече е твърд титуляр на играещия по това време в Б група плевенски тим и записва 26 мача в първенството и 1 гол.

### „Спартак" (Плевен)
След Белите орли, играе в Б група за Чавдар (Бяла Слатина). През 2011 г. изкарва проби в ЦСКА и взима участие в контролата срещу гръцкия Атромитос със завършила с победа с 2:1 за армейците. След това изкарва проби при завърналия се в А група Ботев (Враца), но до подпис не се стига, защото врачани не плащат трансферната сума на държащия правата на играча футболен клуб Белите орли. От това се възползва треньорът на Спартак (Плевен) Красимир Бислимов, който познава отлично качествата му от периода, в който са играли заедно в Белите орли и през юли 2011 г. го връща в Плевен, но този път вече като играч на Спартак. През първия си сезон със Спартак става безапелационен лидер в Северозападната В група и влиза в професионалния футбол. Следващия сезон започва повече от успешно и Спартак е сред лидерите в Б група на полусезона и близо до постигане на целта – завръщане в А група, но след проблемите през зимната подготовка доиграва сезона и завършва на 6-о място.

### „Дунав" (Русе)
През сезон 2013/2014 преминава в Дунав (Русе) и записва 16 мача отбелязвайки 1 гол в първенството на Б група.

### Завръщане в „Спартак" (Плевен)
След едногодишен престой в Русе, Кристиян се завръща в обновения Спартак като част от селекцията имаща задача да върне клуба в професионалния футбол. Момчетата на треньора Бойко Цветков разгромяват всички противници и се завръщат с гръм и трясък в професионалния футбол, а Кристиян се превръща в един от лидерите на тима. Той е неизменен титуляр и стълб в отбраната на плевенчани, а сърцата му игра го превръща в любимец на феновете, които почти всеки мач скандират името му.

### „Лудогорец" (Разград)
В началото на 2016 г. преминава в „Лудогорец 2". Отбелязва първия си гол за „Лудогорец 2" от дузпа в 23-тия кръг на Б ПФГ в срещата ФК Созопол-„Лудогорец 2" 4 – 1 . За „Лудогорец" изиграва два мача през пролетта на 2017 г. като в дебюта си отбелязва и единствения си гол в 35-ия кръг на ППЛ в срещата „Черно море" (Варна)-„Лудогорец" 1 – 3 .

## Статистика по сезони
| Сезон    | Отбор        | Първенство | Мачове | Голове |
| -------- | ------------ | ---------- | ------ | ------ |
| 2008/09  | Белите орли  | Б група    | 26     | 1      |
| 2009/10  | Белите орли  | Б група    | 12     | 0      |
| 2010/11  | Чавдар (БС)  | Б група    | 30     | 3      |
| 2011/12  | Спартак (Пл) | В група    | 22     | 2      |
| 2012/13  | Спартак (Пл) | Б група    | 10     | 0      |
| 2013/14  | Дунав        | Б група    | 16     | 1      |
| 2014/15  | Спартак (Пл) | В група    | 23     | 4      |
| 2015/ес. | Спартак (Пл) | Б група    | 16     | 5      |
| 2016/пр. | Лудогорец II | Б група    | 12     | 1      |
| 2016/ес. | Лудогорец II | Б група    | 1      | 0      |

## Успехи
Лудогорец (Разград)
- Шампион на България в ППЛ: 2016 – 2017

 Спартак Плевен
- 1 място Северозападна В група – 2012
- 1 място Северозападна В група – 2015